# Saint-Adrien-d'Irlande
Saint-Adrien-d'Irlande är en kommun i provinsen Québec i Kanada. Den ligger i regionen Chaudière-Appalaches, i den sydöstra delen av landet, 300 km öster om huvudstaden Ottawa.